# مركز جسور للدراسات
مركز جسور للدراسات هو مؤسسة بحثية مستقلة تُعنى بتقديم الدراسات والأبحاث المتعلقة بالقضايا السياسية والاجتماعية والاقتصادية في منطقة الشرق الأوسط، مع تركيز خاص على الشأن السوري. يهدف المركز إلى توفير معلومات دقيقة وتحليلات معمقة لصنّاع القرار والباحثين والجمهور العام، للمساهمة في فهم التطورات الجارية واستشراف مستقبل المنطقة.